# Faggeto Lario
Faggeto Lario là một đô thị ở tỉnh Como trong vùng Lombardia, có cự ly khoảng 45 kilômét (28 mi) về phía bắc của Milano và khoảng 7 kilômét (4 mi) về phía đông bắc của Como. Tại thời điểm ngày 31 tháng 12 năm 2004, đô thị này có dân số 1.227 người và diện tích là 18,1 km².
Faggeto Lario giáp các đô thị: Albavilla, Albese con Cassano, Caglio, Carate Urio, Caslino d'Erba, Erba, Laglio, Nesso, Pognana Lario, Tavernerio, Torno.